# Zeta Serpentis
Zeta Serpentis (ζ Serpentis / 57 Serpentis / HD 164259 / HR 6710) es una estrella de magnitud aparente +4,63.
Se localiza en la constelación de Serpens en Serpens Cauda, la cola de la serpiente.
Se encuentra a 76 años luz del sistema solar.
Zeta Serpentis es una subgigante blanco-amarilla de tipo espectral F2IV.
Tiene una temperatura efectiva entre 6698 y 6732 K, siendo 7,2 veces más luminosa que el Sol.
Su diámetro angular —0,698 milisegundos de arco— permite evaluar su radio, un 70% más grande que el radio solar.
Gira sobre sí misma con una velocidad de rotación proyectada de 69,3 km/s, lo que implica que su período de rotación puede ser de sólo 1,44 días.
Su masa es un 44% mayor que la masa solar y posee una edad estimada entre 1760 y 1900 millones de años.
Zeta Serpentis presenta una metalicidad inferior a la solar ([Fe/H] = -0,13).
De los diversos elementos evaluados, lantano y praseodimio presentan niveles más altos que en el Sol; este último elemento del grupo de los lantánidos tiene una abundancia relativa 4,9 veces más elevada que en el Sol.
Asimismo, es deficiente —en relación con los niveles solares— en circonio, zinc y cobre; la abundancia relativa de este último metal equivale al 21% de la existente en nuestra estrella.